# 1881 au théâtre
| Années du théâtre : 1878 - 1879 - 1880 - 1881 - 1882 - 1883 - 1884    |
| Décennies du théâtre : 1850 - 1860 - 1870 - 1880 - 1890 - 1900 - 1910 |

## Pièces de théâtre représentées
- 14 février : L'Alouette d'Edmond Gondinet, au Théâtre du Gymnase-Dramatique